# فيلي ديفيز
فيلي ديفيز (بالإنجليزية: Willie Davies)‏ (10 مارس 1900 في المملكة المتحدة - 1 يناير 1953) هو لاعب كرة قدم بريطاني (وحمل سابقاً جنسية المملكة المتحدة لبريطانيا العظمى وأيرلندا) في مركز الهجوم. شارك مع منتخب ويلز لكرة القدم. أما مع النوادي، فقد لعب مع توتنهام هوتسبير وسوانزي سيتي وكارديف سيتي ونوتس كاونتي.